# Румои (округ)
Румо́и (яп. 留萌支庁 Румои-ситё:) — округ в составе губернаторства Хоккайдо (Япония). На октябрь 2005 года население округа составляло 61 488 человек. Официальная площадь округа — 4,019.9 км².

## История
- 1897 год, создан округ Масике
- 1914 год, административный центр переехал в Румои, округ Масике был переименован в округ Румои
- 1948 год, деревня Тоётоми (сейчас город Тоётоми), уезд Тесио, переведена в округ Соя

## Состав округа

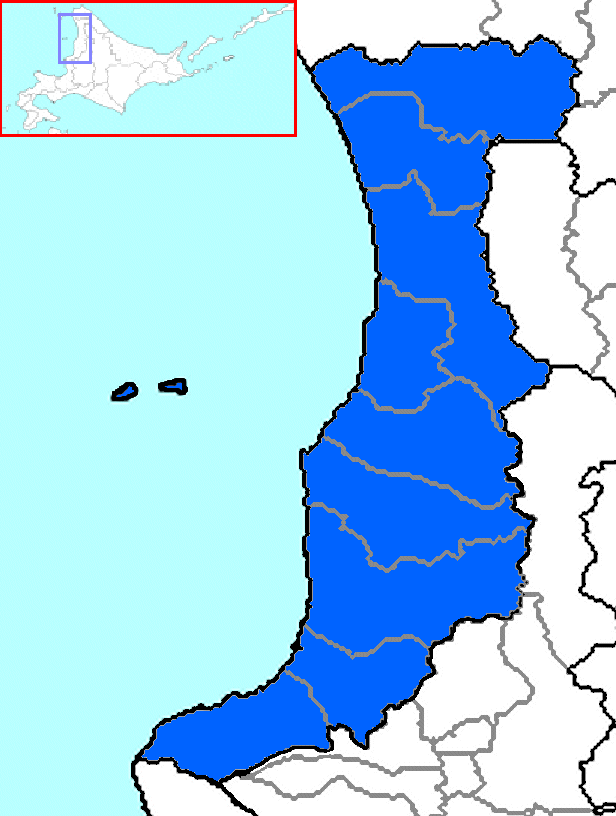
Округ Румои

### Город
- Румои (административный центр округа)

### Города и деревни уездов
- Масике
  - Масике
- Румои
  - Обира
- Тесио
  - Тесио
  - Хоронобе
  - Эмбецу
- Томамаэ
  - Сёсамбецу
  - Томамаэ
  - Хаборо

### Острова
- Остров Тэури
- Остров Ягисири